# Luis Estupiñán
Luis Estupiñán (Esmeraldas, Ecuador, 13 de mayo de 1999) es un futbolista ecuatoriano. Juega de delantero y su equipo actual es Deportivo Cuenca de la Serie A de Ecuador.

## Trayectoria
Se inició en el Esmeraldas Petrolero donde jugó un partido en la Segunda Categoría en 2016.
En 2017 fue contratado por el Mushuc Runa Sporting Club donde debutó en Serie B y logró el ascenso a la Serie A de Ecuador.
En junio de 2021 fue fichado por Técnico Universitario, con el club ambateño disputó en total 65 partidos y anotó nueve goles hasta finalizar el torneo 2023.
En enero de 2024 firmó por tres temporadas con Liga Deportiva Universitaria. En 2025 fue cedido por una temporada al Deportivo Cuenca.

## Selección nacional

### Categorías inferiores

#### Participaciones en Sudamericanos
| Campeonato                     | Sede | Resultado    | Partidos | Goles |
| ------------------------------ | ---- | ------------ | -------- | ----- |
| Juegos Panamericanos Lima 2019 | Perú | Primera fase | 2        | 0     |

#### Participaciones en Copas del Mundo
| Campeonato                  | Sede    | Resultado    | Partidos | Goles |
| --------------------------- | ------- | ------------ | -------- | ----- |
| Copa Mundial Sub-20 de 2019 | Polonia | Tercer lugar | 1        | 0     |

## Estadísticas

### Clubes
Actualizado al último partido disputado el 18 de agosto de 2025.
| Club                                   | Div.          | Temporada     | Liga  | Liga  | Copas nacionales | Copas nacionales | Copas internacionales | Copas internacionales | Total | Total | Total  |
| Club                                   | Div.          | Temporada     | Part. | Goles | Part.            | Goles            | Part.                 | Goles                 | Part. | Goles | Asist. |
| -------------------------------------- | ------------- | ------------- | ----- | ----- | ---------------- | ---------------- | --------------------- | --------------------- | ----- | ----- | ------ |
| Esmeraldas Petrolero · Ecuador         | 3.ª           | 2016          | 1     | 0     | —                | —                | —                     | —                     | 1     | 0     | 0      |
| Esmeraldas Petrolero · Ecuador         | Total club    | Total club    | 1     | 0     | 0                | 0                | 0                     | 0                     | 1     | 0     | 0      |
| Mushuc Runa · Ecuador                  | 2.ª           | 2017          | 2     | 0     | —                | —                | —                     | —                     | 2     | 0     | 0      |
| Mushuc Runa · Ecuador                  | 2.ª           | 2018          | 28    | 3     | —                | —                | —                     | —                     | 28    | 3     | 1      |
| Mushuc Runa · Ecuador                  | 1.ª           | 2019          | 19    | 1     | 0                | 0                | 2                     | 0                     | 21    | 1     | 1      |
| Mushuc Runa · Ecuador                  | Total club    | Total club    | 49    | 4     | 0                | 0                | 2                     | 0                     | 51    | 4     | 2      |
| Universidad Católica · Ecuador         | 1.ª           | 2020          | 14    | 0     | —                | —                | 0                     | 0                     | 14    | 0     | 0      |
| Universidad Católica · Ecuador         | Total club    | Total club    | 14    | 0     | 0                | 0                | 0                     | 0                     | 14    | 0     | 0      |
| Delfín S. C. · Ecuador                 | 1.ª           | 2021          | 5     | 0     | 0                | 0                | —                     | —                     | 5     | 0     | 0      |
| Delfín S. C. · Ecuador                 | Total club    | Total club    | 5     | 0     | 0                | 0                | 0                     | 0                     | 5     | 0     | 0      |
| Técnico Universitario · Ecuador        | 1.ª           | 2021          | 10    | 1     | —                | —                | —                     | —                     | 10    | 1     | 0      |
| Técnico Universitario · Ecuador        | 1.ª           | 2022          | 27    | 5     | 1                | 0                | —                     | —                     | 28    | 5     | 6      |
| Técnico Universitario · Ecuador        | 1.ª           | 2023          | 27    | 3     | —                | —                | —                     | —                     | 27    | 3     | 2      |
| Técnico Universitario · Ecuador        | Total club    | Total club    | 64    | 9     | 1                | 0                | 0                     | 0                     | 65    | 9     | 8      |
| Liga Deportiva Universitaria · Ecuador | 1.ª           | 2024          | 28    | 1     | 3                | 0                | 11                    | 0                     | 42    | 1     | 5      |
| Liga Deportiva Universitaria · Ecuador | Total club    | Total club    | 28    | 1     | 3                | 0                | 11                    | 0                     | 42    | 1     | 5      |
| Deportivo Cuenca · Ecuador             | 1.ª           | 2025          | 21    | 1     | 0                | 0                | —                     | —                     | 21    | 1     | 2      |
| Deportivo Cuenca · Ecuador             | Total club    | Total club    | 21    | 1     | 0                | 0                | 0                     | 0                     | 21    | 1     | 2      |
| Total carrera                          | Total carrera | Total carrera | 182   | 15    | 4                | 0                | 13                    | 0                     | 199   | 15    | 17     |
| 1. 2.                                  |               |               |       |       |                  |                  |                       |                       |       |       |        |

## Palmarés

### Campeonatos nacionales
| Título             | Club                         | Año  |
| ------------------ | ---------------------------- | ---- |
| Serie B de Ecuador | Mushuc Runa                  | 2018 |
| Serie A de Ecuador | Liga Deportiva Universitaria | 2024 |